# Konsekutiv
Das Adjektiv konsekutiv (lat. consequi: ‚nachfolgend‘, ‚mitfolgend‘) bedeutet „unmittelbar nachfolgend“ oder „aufeinanderfolgend“, wobei dies auch zeitlich, räumlich oder logisch gemeint sein kann. Das Wort findet sich in zahlreichen Zusammensetzungen und Komposita im wissenschaftlichen Umfeld.
Beispiele:
- In der Logik heißen konsekutiv die Merkmale eines Begriffs, welche aus anderen folgen. Im gleichseitigen Dreieck zum Beispiel sind alle drei Winkel gleich; also ist die Gleichwinkligkeit ein konsekutives Merkmal des Merkmals Gleichseitigkeit beim Dreieck.[1]
- Das Konsekutivdolmetschen ist die älteste Dolmetschart. Die Verdolmetschung erfolgt zeitversetzt, das heißt, der Dolmetscher macht sich, wenn nötig, während des Vortrags mit Hilfe einer speziellen Notizentechnik Aufzeichnungen und produziert anschließend einen zielsprachlichen Text.
- Ein Konsekutivsatz (dass-Satz) ist ein Nebensatz, der die Folge des im übergeordneten Hauptsatz genannten Sachverhaltes angibt.
- Ein konsekutiver Studiengang besteht aus aufeinander aufbauenden Abschlüssen, die inhaltlich aufeinander abgestimmt sind und einen fachlichen Zusammenhang haben.
- In der Medizin handelt es sich bei der „konsekutiven Rechtsherzinsuffizienz“ um eine Schwäche der rechten Herzhälfte, die sich nicht von selbst, sondern aufgrund einer vorliegenden Linksherzinsuffizienz entwickelt hat.